# Bouloupari
Boulouparis ist eine Gemeinde in der Südprovinz in Neukaledonien. 
Die Gemeinde liegt größtenteils auf der Hauptinsel Grande Terre, aber auch weitere kleine Inseln vor der Küste gehören dazu. Die Entfernung nach Nouméa beträgt 73 km, der internationale Flughafen La Tontouta ist 28 km entfernt.
Mit ihrer Fläche von fast 900 km² ist Boulouparis eine der flächengrößten Gemeinden Frankreichs, mit zwei Einwohnern pro Quadratkilometer jedoch äußerst dünn besiedelt.
Ortsteile von Bouloupari: Boulouparis (Hauptort), Bouraké, Gilles, Kouerga, Nassirah, Nétéa, Ouaméni, Ouinané, Ouitchambo, Tomo.
Die höchste Erhebung ist der Mont Saint-Vincent mit 1441 m.

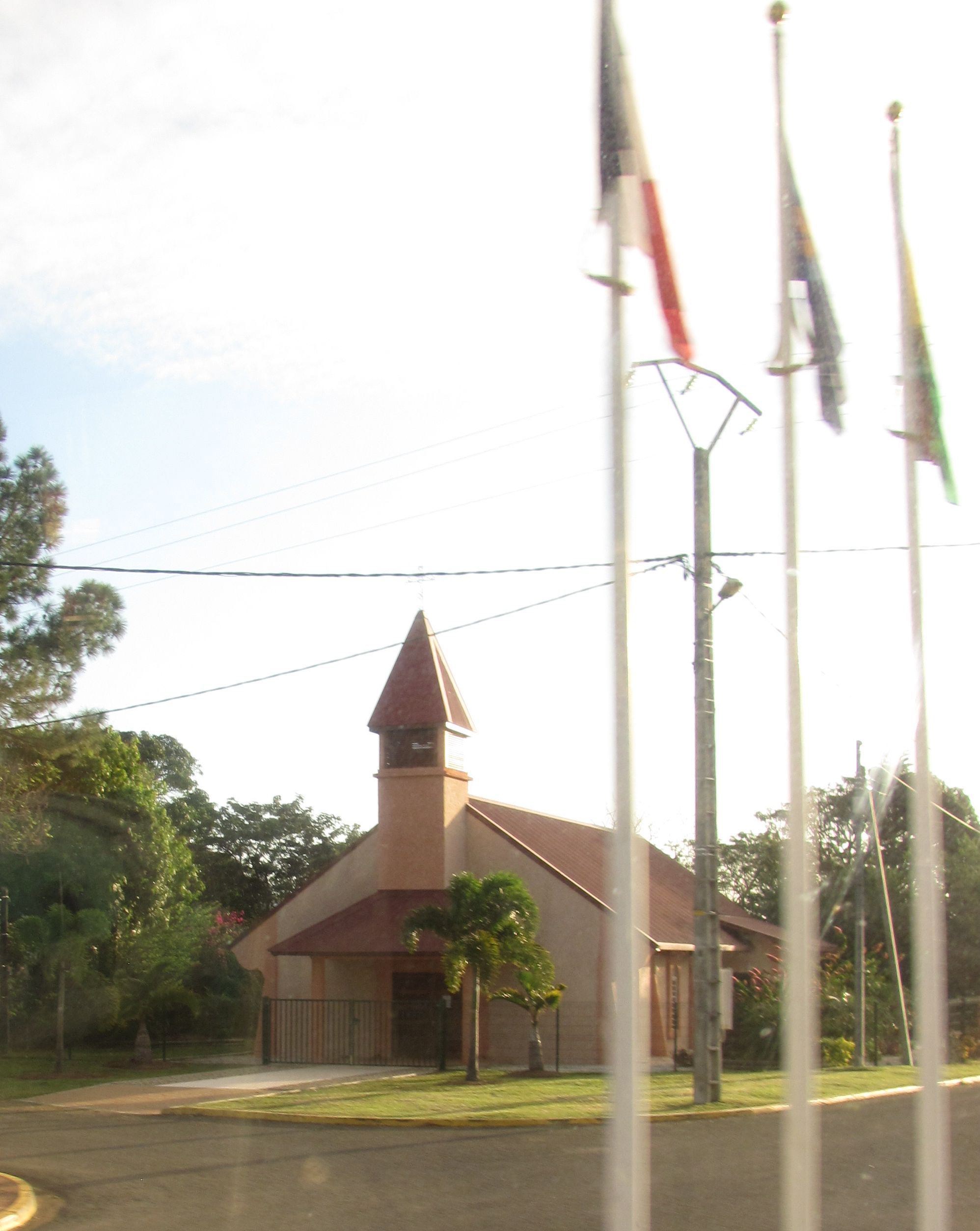
Kirche in Boulouparis

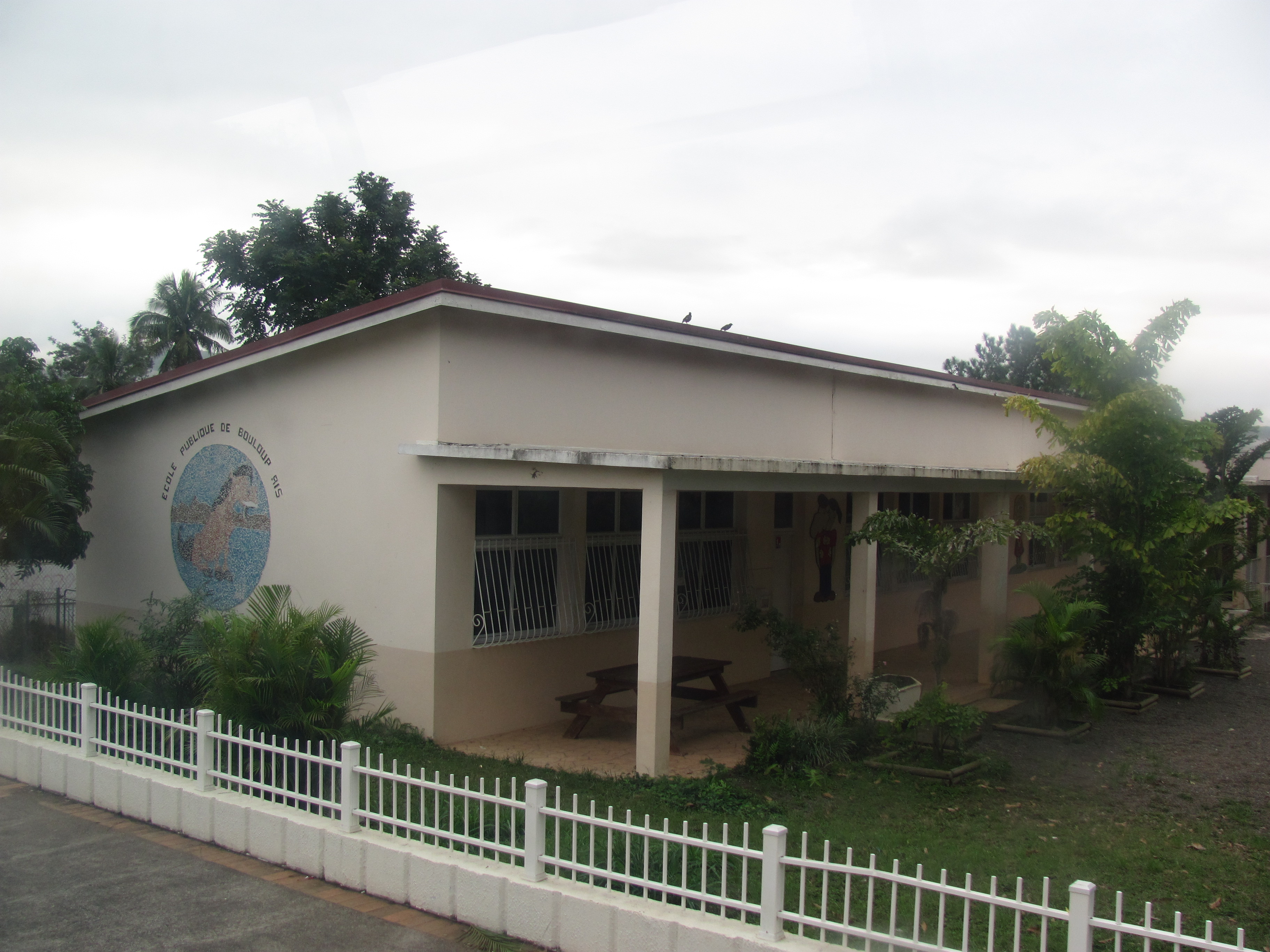
Schule in Boulouparis

## Bevölkerung
| Bevölkerungsentwicklung in Bouloupari | Bevölkerungsentwicklung in Bouloupari | Bevölkerungsentwicklung in Bouloupari | Bevölkerungsentwicklung in Bouloupari | Bevölkerungsentwicklung in Bouloupari | Bevölkerungsentwicklung in Bouloupari | Bevölkerungsentwicklung in Bouloupari | Bevölkerungsentwicklung in Bouloupari | Bevölkerungsentwicklung in Bouloupari | Bevölkerungsentwicklung in Bouloupari | Bevölkerungsentwicklung in Bouloupari | Bevölkerungsentwicklung in Bouloupari |
| ------------------------------------- | ------------------------------------- | ------------------------------------- | ------------------------------------- | ------------------------------------- | ------------------------------------- | ------------------------------------- | ------------------------------------- | ------------------------------------- | ------------------------------------- | ------------------------------------- | ------------------------------------- |
| Jahr                                  | 1956                                  | 1963                                  | 1969                                  | 1976                                  | 1983                                  | 1989                                  | 1996                                  | 2004                                  | 2009                                  | 2014                                  | 2019                                  |
| Einwohner                             | 483                                   | 635                                   | 846                                   | 925                                   | 1139                                  | 1456                                  | 1591                                  | 2089                                  | 2418                                  | 3005                                  | 3315                                  |

| Ethnische Verteilung | Ethnische Verteilung | Ethnische Verteilung | Ethnische Verteilung | Ethnische Verteilung |
| -------------------- | -------------------- | -------------------- | -------------------- | -------------------- |
| Kanaken              | Europäer             | Gemischt             | Polynesier           | Andere               |
| 30,2 %               | 27,7 %               | 16,1 %               | 2,2 %                | 23,9 %               |

## Geschichte
Boulouparis wurde 1868 als Militärstützpunkt gegründet. 1878 kam es zu einer Revolte, bei der fast 30 Siedler ums Leben kamen, unter ihnen waren drei Telegraphisten. An sie erinnert eine Gedenktafel am Postamt.
Im Jahr 1936 stürzte beim Ortsteil Nassirah ein 347 Gramm schwerer Steinmeteorit zur Erde. Er wurde als Typ H4 wissenschaftlich klassifiziert und unter dem Namen Nassirah offiziell registriert.

## Wirtschaft und Sehenswürdigkeiten
Boulouparis ist der Mittelpunkt eines landwirtschaftlich relativ intensiv genutzten Gebietes. Unter anderem werden Kürbisse angebaut, die nach Japan exportiert werden. Am Fluss Ouenghi befindet sich die bedeutendste Fischzuchtstation Neukaledoniens. In der Nähe des Ortes werden auch Hirsche und Garnelen gezüchtet. Jedes Jahr wird im Mai auf dem Gelände der Pferderennbahn der Stadt ein spezielles Fest gefeiert, das dem Hirsch und der Garnele gewidmet ist (Fête du cerf et de la crevette).
Boulouparis verfügt über Schulen, Rathaus, Kirche und Einkaufsmöglichkeiten. Der kleine Hafen befindet sich mehrere Kilometer vom Ortskern entfernt, da Boulouparis nicht direkt am Meer liegt.
In der Nähe des Ortes liegt auf einer Halbinsel der bekannte Strand Plage Bouraké, der wegen seiner windgeschützten Lage und seines Fischreichtums besonders bei Surfern und Tauchern beliebt ist.  Von hier aus werden Fahrten zu der kleinen vorgelagerten Insel Ilot Ténia angeboten, um die herum ein Meeresnaturreservat eingerichtet wurde.